# El sol a la xarxa
El sol a la xarxa (eslovac: Slnko v sieti) és una pel·lícula txecoslovaca del 1963 dirigida per Štefan Uher. Considerada com el punt de partida del moviment cinematogràfic que s'ha passat a conèixer com la Nova Ona Txecoslovaca, aquest poètic romanç d'estiu carregat d'un fort simbolisme té el mèrit d'haver gosat desprendre's dels patrons clàssics propis del realisme socialista imperant a l'època i va exercir una forta influència sobre produccions posteriors, les quals evolucionarien diferentment: socialment crítiques, satíriques o experimentals.

## Argument
Sota el plàcid clima propi del temperat estiu eslovac, la letàrgica ciutat de Bratislava espera amb impaciència i curiositat un imminent eclipsi de sol que amenaça de per fi trencar la monotonia a la qual la vila es troba immersa, una excepcional experiència que només es repeteix un cop cada 120 anys.
Absorbits per aquest clima d'expectació, la jove parella d'enamorats Bela i Fajolo està també a l'espera de l'espectacular esdeveniment, gaudint de la vista panoràmica que els ofereix la terrassa atapaïda d'antenes des d'on prenen el sol. Això no obstant, serà una sobtada discussió la que eclipsarà també la seva immadura relació.
Davant l'incert panorama, Fajolo, que pertany a una família desestructurada, cedeix a la pressió dels seus pares i acaba abandonant Bratislava per tal de passar l'estiu als camps de treball d'una ganja de Meleňany. El nou ambient rupestre li serveix d'inspiració al jove per iniciar una nova relació amb Jana, una altra treballadora de la granja.
Bela, per altra banda, aprofita l'absència estival de la seva parella per sortir amb Pet’o, un jove enemistat amb Fajolo que li serveix de consolació a les seves angoixes familiars. Mentrestant, a casa seva, la seva invident mare lluita contra una crisi existencial, ignorada pel despreocupat i infidel marit que no s'ocupa d'ella. Des de fa temps que a la llar són Bela i el seu germà petit Milo qui han assumit les responsabilitats del pare.
Al camp Fajolo -permanentment absorbit per la seva dèria de fotografiar les mans de la gent- fa casualment amistat amb el pescador Blazej, qui resulta ser l'avi patern de Bela i el qual al llarg de l'estiu li va revelant els secrets del seu passat. Així mateix, Bela revela el contingut de les cartes estiuenques de Fajolo al seu nou amant. El punt de confluència de tots aquests episodis paral·lels és un arrecerat i vell moll de fusta proveït de la xarxa de pescar de Blazej, que Fajolo i Pet’o han descobert independentment tot nedant pel Danubi.
Passat l'estiu, Bela porta la seva mare i Milo al bucòlic indret però les aigües del Danubi han retrocedit i el moll s'erigeix ara sobre terra ferma i seca, en un desolat paisatge que la invident mare s'estalvia de conèixer, ja que, enganyada pels fills, ella encara creu que tot roman igual que a l'estiu, amb l'ara inexistent xarxa de pescar de Blazej estesa sota el radiant sol.
Per altra banda, a Bratislava, el solitari Fajolo es passeja per l'espès arbre d'antenes d'un terrat mentres reflexiona sobre l'absurditat d'esperar un altre eclipsi, un ‘’sol negre’’ que ha ofuscat la seva relació sentimental. El melancòlic jove es pregunta aleshores si el pescador podria atrapar un sol blanc amb la seva xarxa, abans de rebutjar la seva ’’estúpida idea’’.

## Contextualització històrica
En preparació

## Repartiment
- Marián Bielik - Oldrich "Fajolo" Fajták
- Michal Dočolomanský - Oldrich "Fajolo" Fajták (veu)
- Jana Beláková - Bela Blažejová
- Eliška Nosáľová - Mare de Bela, Stanislava "Stanka" Blažejová
- Andrej Vandlík (1925-1985) - Pare de Bela, Ján "Jano" Blažej
- Peter Lobotka - Germà de Bela, Milo Blažej
- Adam Jančo - Granjer Blažej, avi de Bela
- Pavol Chrobák - Blažej, mecànic
- Viliam Polónyi - Blažej, mecànic (veu)
- Ľubo Roman - Peťo
- Oľga Šalagová - Jana[1]